# Viktor Kovalenko
Viktor Viktorovytsj Kovalenko (Oekraïens: Віктор Вікторович Коваленко) (Cherson, 14 februari 1996) is een Oekraïens voetballer die bij voorkeur als centrale middenvelder speelt. Hij stroomde in 2015 door vanuit de jeugd van Sjachtar Donetsk. Kovalenko debuteerde in 2016 in het Oekraïens voetbalelftal.

## Clubcarrière
Kovalenko is afkomstig uit de jeugdacademie van Sjachtar Donetsk. Hij debuteerde op 28 februari 2015 in de Oekraïense competitie, tegen Vorskla Poltava. Hij viel na 84 minuten in voor Ilsinho. Sjachtar Donetsk won de thuiswedstrijd met 3–0. Op 9 mei 2015 mocht de centrale middenvelder voor de tweede maal mee doen in de uitwedstrijd tegen Hoverla Oezjhorod. Hij viel na 72 minuten bij een 3–4 voorsprong in voor Marlos. De score liep uiteindelijk nog uit tot 3–7 in het voordeel van Sjachtar.

## Clubstatistieken
| Seizoen     | Club             | Competitie   | Competitie | Competitie | Beker | Beker | Internationaal | Internationaal | Totaal | Totaal |
| Seizoen     | Club             | Competitie   | Wed.       | Dlp.       | Wed.  | Dlp.  | Wed.           | Dlp.           | Wed.   | Dlp.   |
| ----------- | ---------------- | ------------ | ---------- | ---------- | ----- | ----- | -------------- | -------------- | ------ | ------ |
| 2014/15     | Sjachtar Donetsk | Premjer Liha | 2          | 0          | 2     | 0     | 0              | 0              | 4      | 0      |
| 2015/16     | Sjachtar Donetsk | Premjer Liha | 23         | 0          | 7     | 2     | 15             | 2              | 45     | 4      |
| 2016/17     | Sjachtar Donetsk | Premjer Liha | 28         | 7          | 1     | 0     | 8              | 3              | 37     | 10     |
| 2017/18     | Sjachtar Donetsk | Premjer Liha | 9          | 0          | 0     | 0     | 1              | 0              | 10     | 0      |
| Club totaal | Club totaal      | Club totaal  | 62         | 7          | 10    | 2     | 24             | 5              | 96     | 14     |

Bijgewerkt t/m 18 september 2017

## Interlandcarrière
In 2015 nam Kovalenko met Oekraïne –20 deel aan het WK voor spelers onder 20 jaar in Nieuw-Zeeland. Hij maakte twee doelpunten tegen Myanmar –20 en een hattrick tegen de Verenigde Staten –20. Op 26 maart 2016 maakte Kovalenko zijn debuut in het Oekraïens voetbalelftal in een vriendschappelijke interland tegen Cyprus (1–0 winst). Op 19 mei 2016 werd hij opgenomen in de Oekraïense selectie voor het Europees kampioenschap voetbal 2016 in Frankrijk. Oekraïne werd in de groepsfase uitgeschakeld na nederlagen tegen Duitsland (0–2), Noord-Ierland (0–2) en Polen (0–1).